# ایلیریا
ایلیریا (یونانی باستان: Ἰλλυρία یا Ἰλλυρίς، لاتین: Illyria) سرزمینی باستانی در غرب شبه‌جزیره بالکان بود. نام آن برگرفته از نام تیره ایلیری از تیره‌های هندواروپایی است که به شرق شبه‌جزیره کوچ کرده بودند و به زبان‌های ایلیری سخن می‌گفتند. ایلیری‌ها نیاکان آلبانیایی‌های امروزی هستند.
ایلیریا مشتمل بر شرق ساحل دریای آدریاتیک و پسکرانهٔ آن بود. ایلیری‌ها (از قبیل دالماتیان و پانونیان) قبایلی هندواروپایی و مردمی جنگجو و دریازن بودند و در مقابل نفوذ یونان باستان مقاومت کردند و مقدونیان را شکست دادند. رومیان مملکت آنان را تصرف کردند و استان ایلیریکوم، قسمتی از ایلیریا، را تأسیس نمودند.

## تیره‌های ایلیریایی

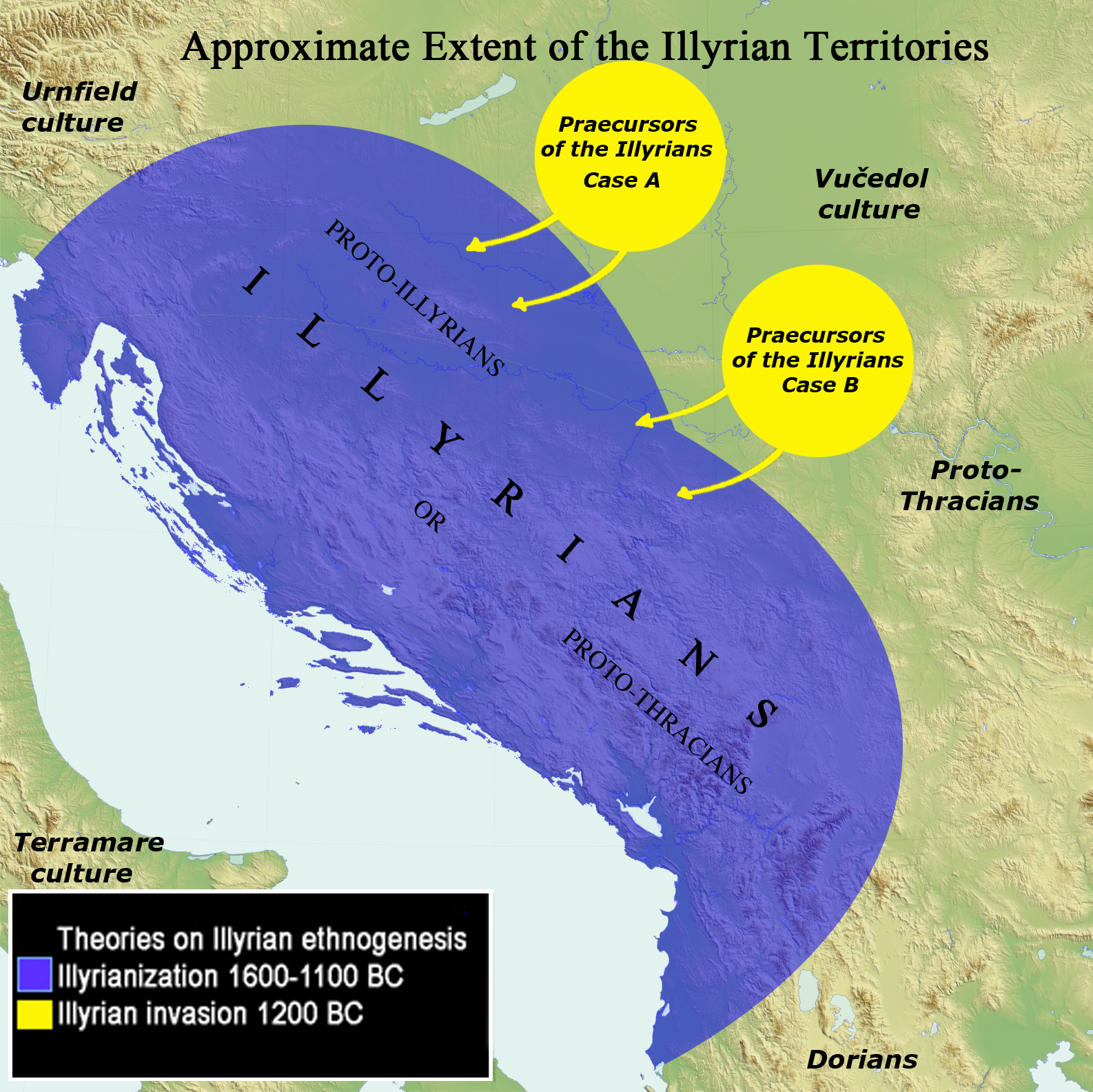
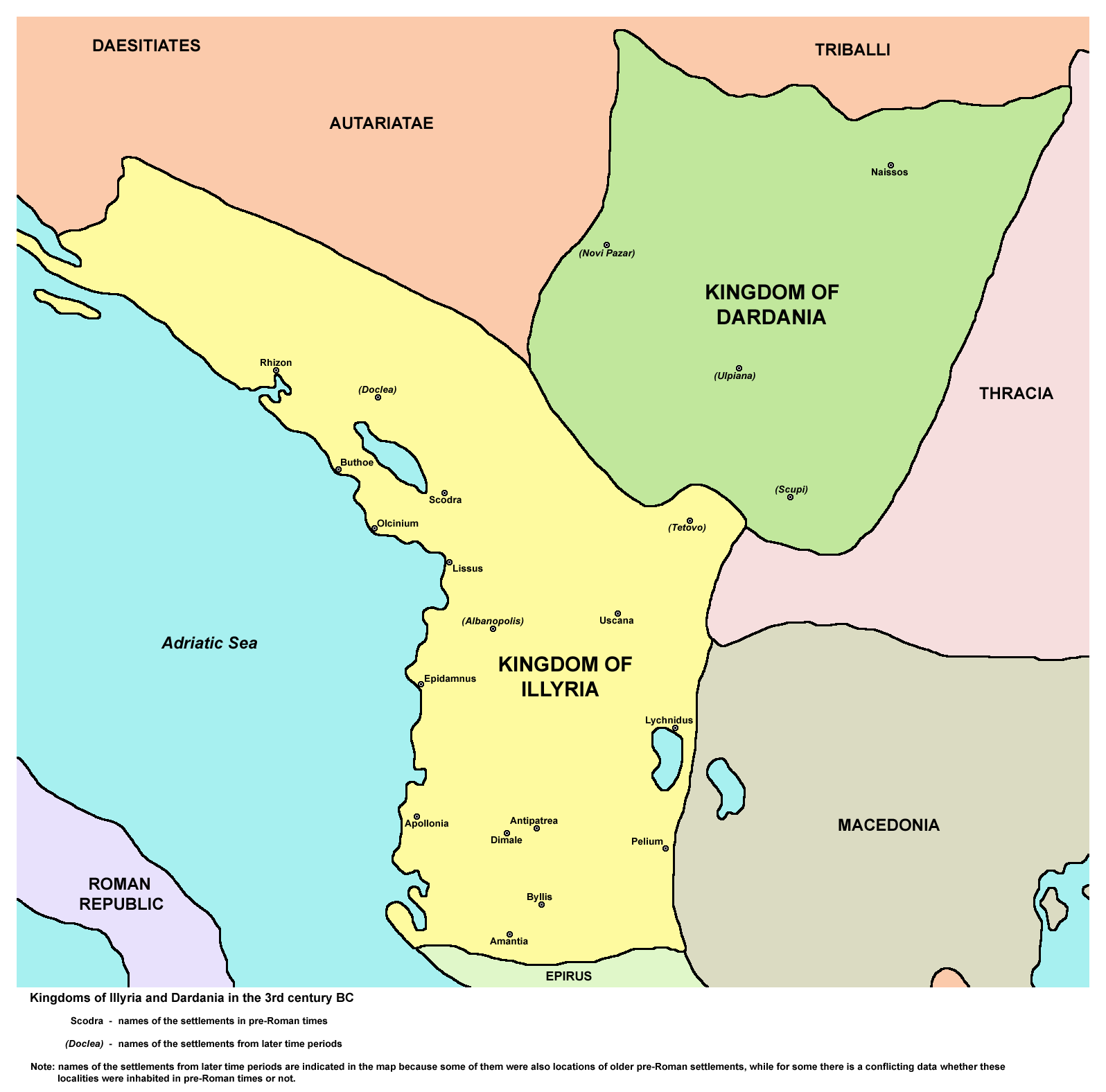
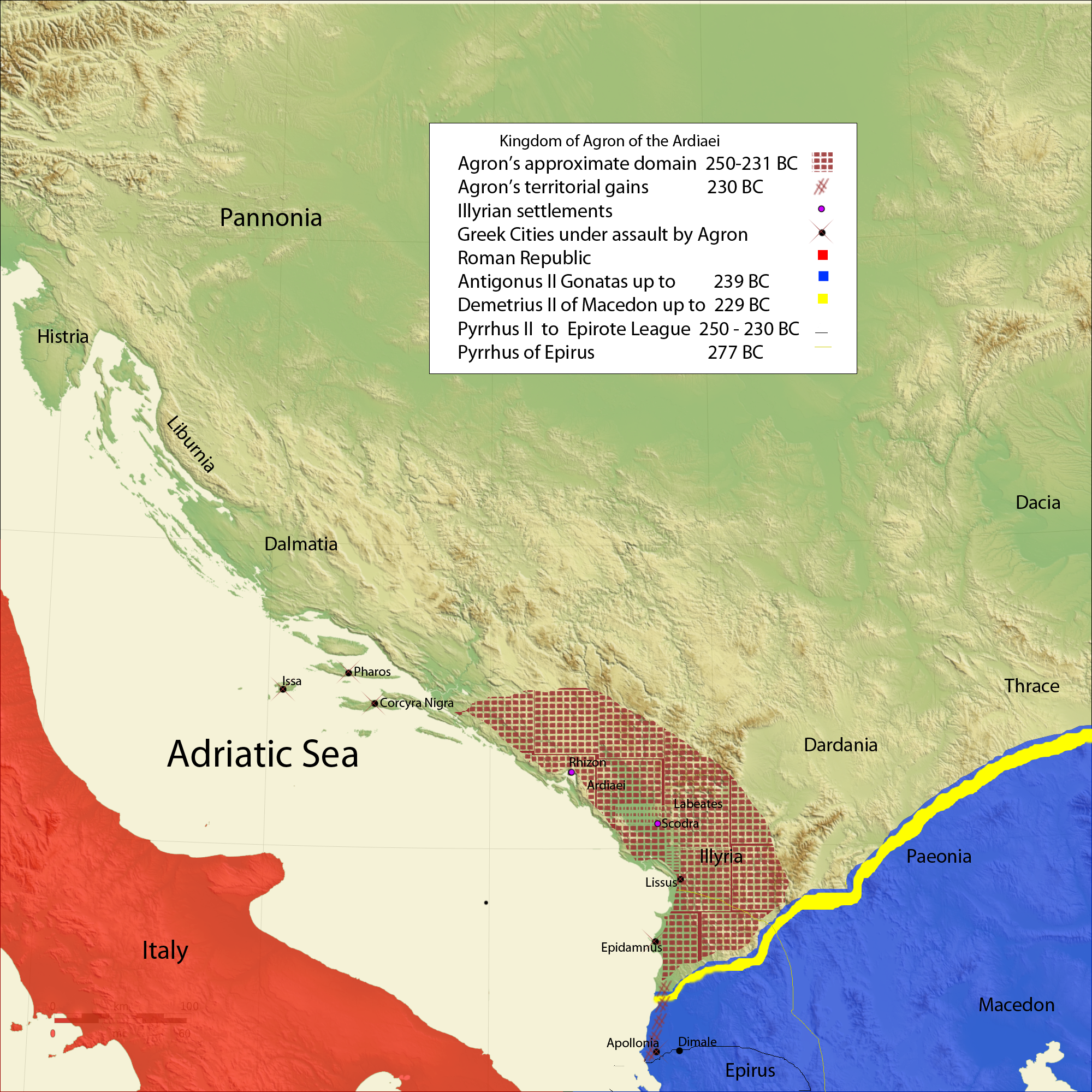
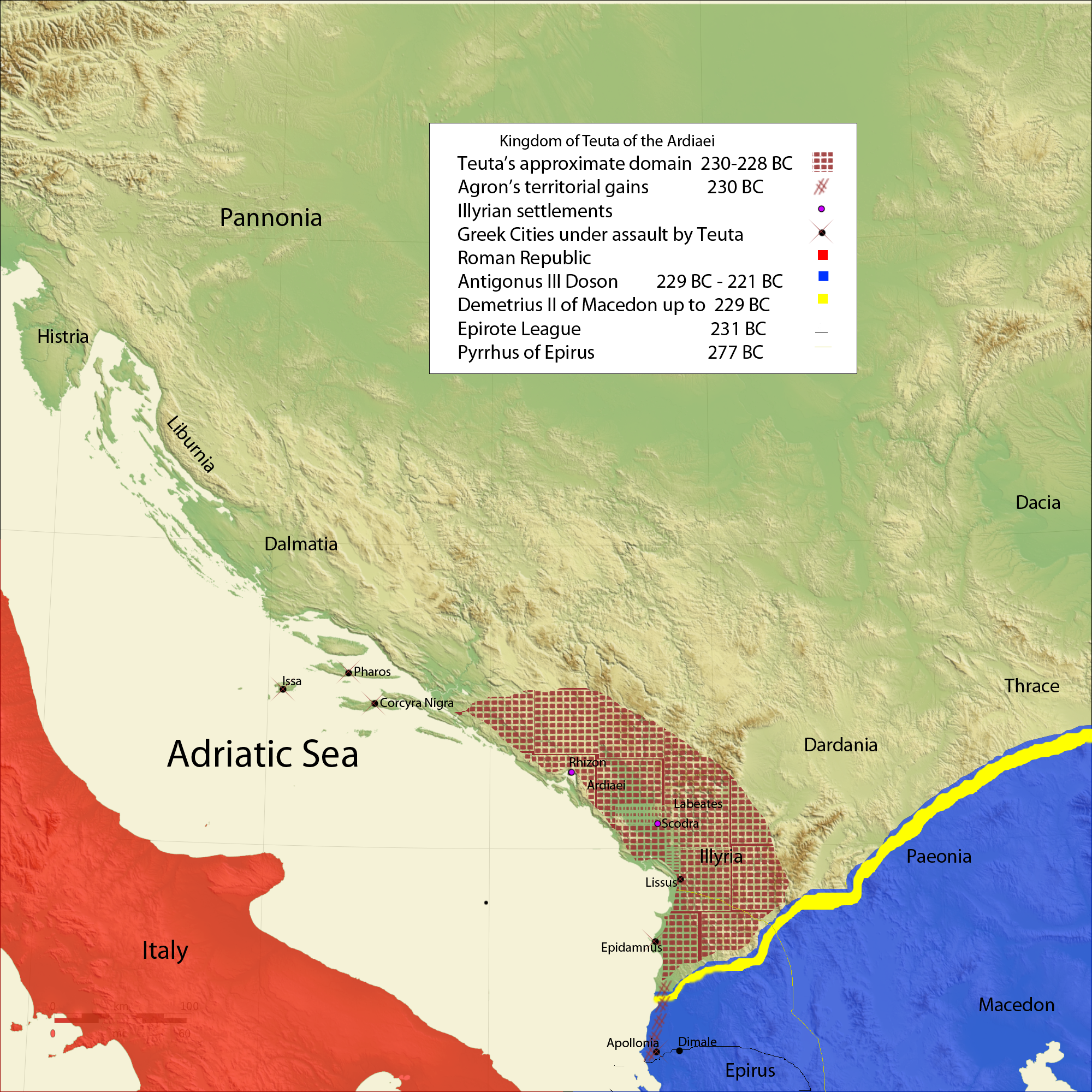
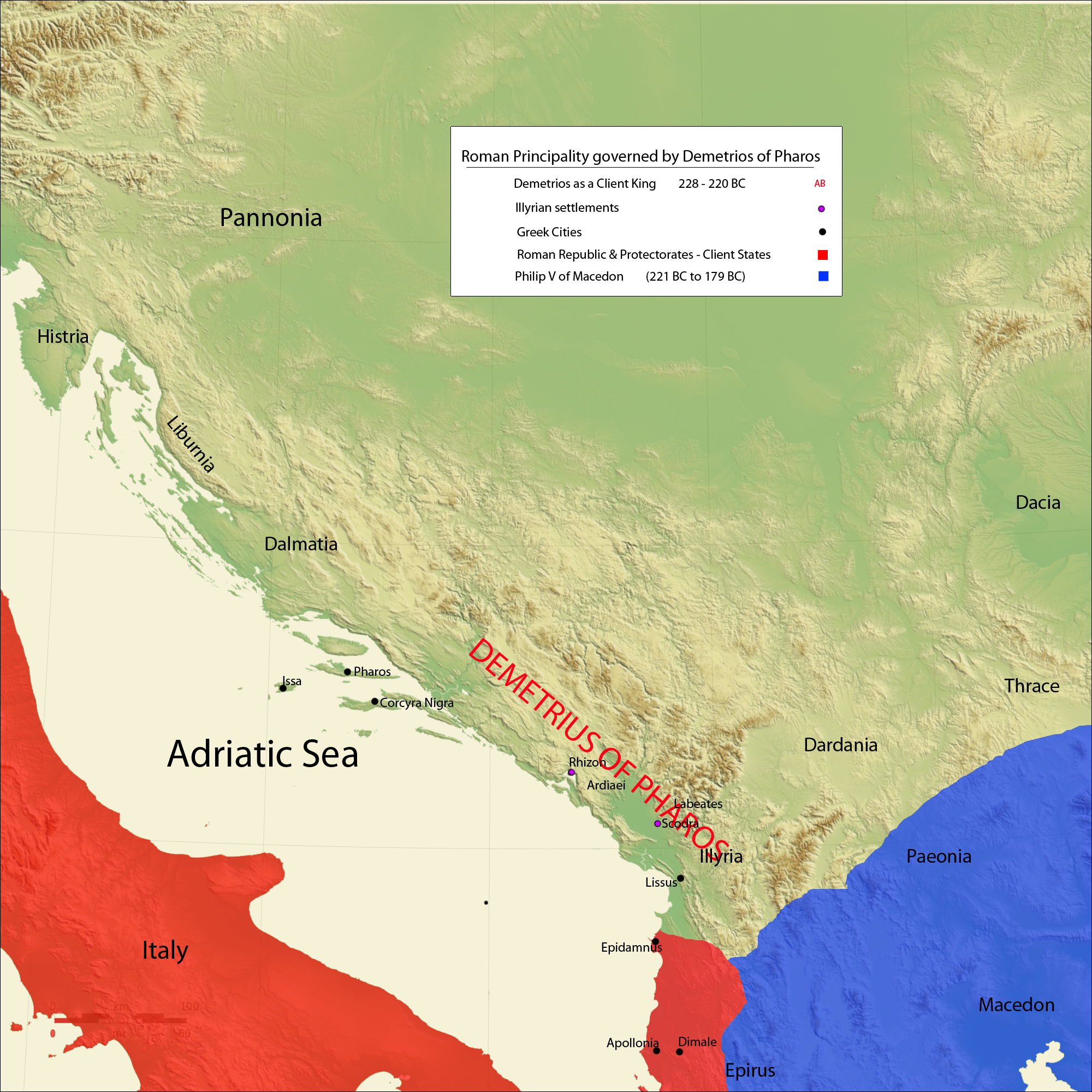

- آلبان Alban
- آربر Arbër
- آردیان Ardian
- دالمات Dalmat
- داردانی Dardani
- داسارت Dasaret
- انکلِیت Enkelejt
- اِئوردِی Eordej
- اپیریوت Epiriot
- یاپود Iapydes) Japod)
- یاپیگ Japyg
- کائون Kaon
- لابئات Labeat
- لیبورن Liburn
- مساپ Mesap
- مولوس Mollos
- پایون Paion
- پارتین Parthin
- پنست Penest
- پیروست Pirust
- تاؤلانت Taulant
- تسپروت Thesprot